# 수소화 알루미늄 리튬
수소화 알루미늄리튬은 LAH 또는 Lithium Aluminium Hydride라고 불리는 환원제이다. 주로 유기화학에서 자주 쓰이며, 에스터를 일차 알코올로 환원시키거나 케톤을 이차 알코올로 환원시키는데 사용된다.

## 퀜치하는 방법
반응이 끝난 후 LAH를 잡는데에는 여러 가지 방법들이 알려져있다. 아래는 각각의 방법들이다.
1. 반응혼합물 또는 유기용매로 묽힌 반응혼합물에 물을 충분히 첨가하고 로셸 염 포화수용액을 첨가한다. 이후, 5~10분 정도 이멀젼이 사라질 때까지 기다린 후, 층분리가 깔끔하게 되면, 워크업을 시작한다.
2. 반응혼합물에 LAH 1g당 물 1mL, NaOH 포화수용액 2mL, 물 3mL를 순서대로 첨가한 후 황산마그네슘과 같은 건조제를 넣고 필터하여 바로 크루드용액을 얻는다. (123 Rule)

## 위험성
수소화 알루미늄 리튬은 물 반응성 물질이라서, 취급자가 실수로 물에 빠트린다면 수용액은 생성된 수산화 리튬과 반응하여 순식간에 끓는점까지 도달 할 수 있고, 겉으로는 수소기체가 격렬히 생성되어 폭발사고를 야기 할 수 있으므로 매우 조심히 다뤄야 한다.
반응식은 다음과 같다.
2LiAlH4 + 2H2O = 2LiOH + 2Al + 5H2

## 같이 보기
- 수소화물
- 수소화 붕소 나트륨
- 수소화 나트륨